# Mutún

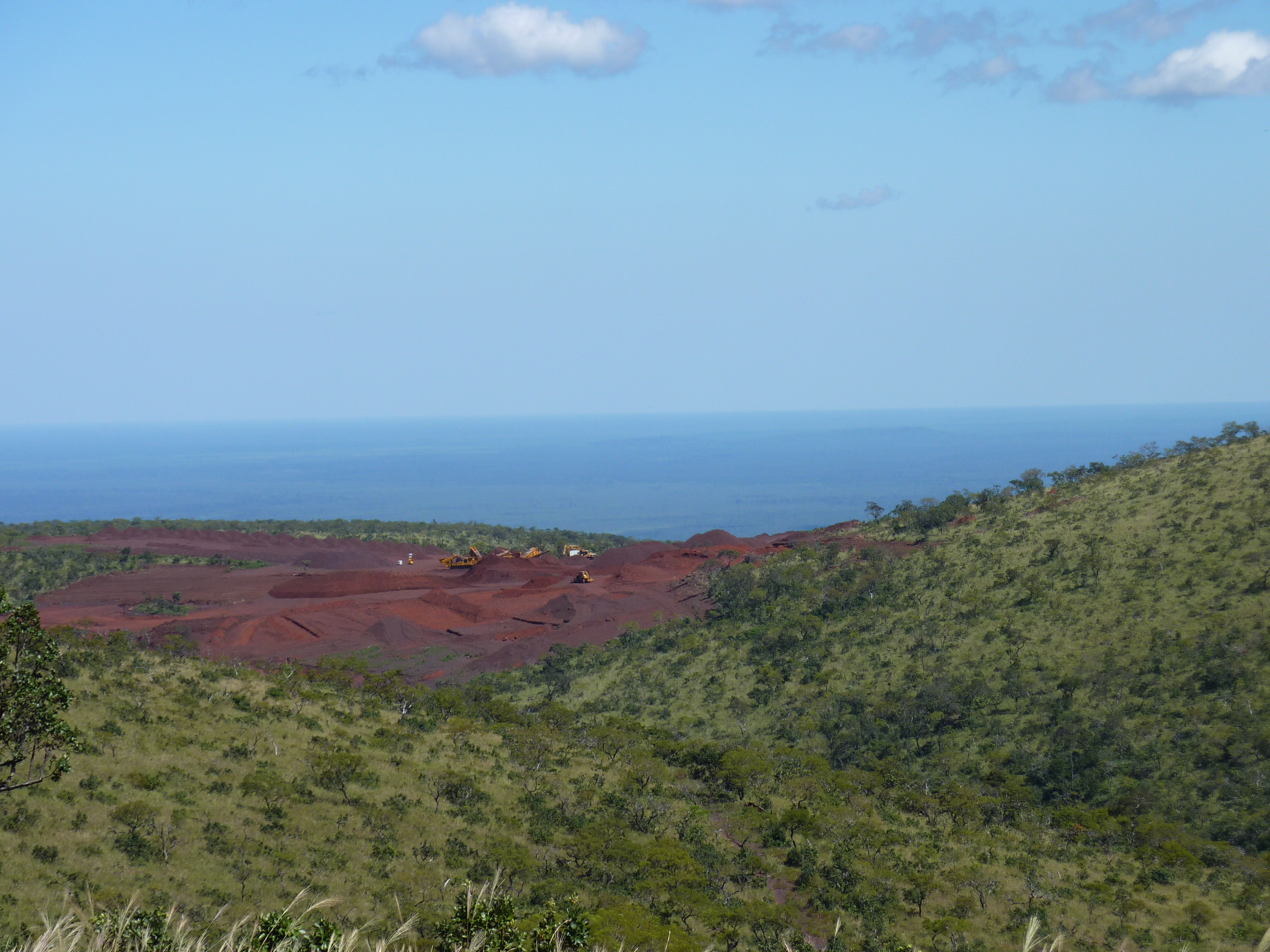
Extraction de minerai de fer à Cerro Mutún, Bolivie.

El Mutún est l'un des gisements de fer et de manganèse les plus importants au monde. Situé dans la province de Germán Busch du département de Santa Cruz en Bolivie, le site est constitué de collines dont l'altitude varie entre 200 et 800 mètres. Il est très proche du site brésilien de Urucum. Il a une superficie de 65 km2 de surface de minerai. La réserve estimée est de 40 milliards de tonnes de fer principalement sous forme d'hématite, mais aussi de magnétite, de sidérite et de minerai de manganèse. Le gisement contient en outre non moins de 10 milliards de tonnes de manganèse, minerai lui aussi hautement exploitable. Notons qu'au rythme actuel de consommation de minerai de fer dans le monde, le gisement d'El Mutún pourrait fournir 10 % du minerai mondial pendant au moins trois siècles.

## Accord enfin atteint
Le 2 juin 2006, le gouvernement bolivien a annoncé avoir accordé à la société sidérurgique indienne Jindall Steel and Power l'exploitation du gisement, en échange d'un investissement d'environ 2,3 milliards de dollars dans l'édification d'un complexe sidérurgique.
L'accord prévoit l'exploitation du gisement pour une période de 40 ans. 
En échange de l'extraction annuelle de quatre millions de tonnes de fer et la production annuelle de 1,5 million de tonnes de fer réduit (fer éponge prêt pour être fondu dans les fours électriques) et de 1,4 million de tonnes d'acier laminé, l'état bolivien percevra annuellement 50 millions de dollars américains, 30 d'entre eux pour l'exploitation du gisement et le reste pour la participation que l'état aura dans l'entreprise. 
Les 20 premières années, Jindall Steel exploitera seule le gisement, et les 20 années suivantes en association avec l'État, qui sera associé minoritaire.

## Avantages estimés pour la Bolivie
Il ne semble pas que cet accord fournisse de gros revenus au gouvernement bolivien, mais il a le grand mérite de fournir du travail à 10 000 personnes. On estime en outre à plus ou moins 30 000 le nombre d'emplois indirects qui seront créés par cet accord. De plus, pour la première fois dans l'histoire de la Bolivie, une industrie sidérurgique sera implantée dans le pays. Au lieu d'exporter du minerai brut, comme c'était le cas à petite échelle, ce sont des produits finis et semi-finis qui seront exportés, ces derniers à bien plus forte valeur ajoutée. De ce fait, l'accord constitue un grand pas dans l'industrialisation du pays.
À noter que la nouvelle a été très bien accueillie tant par les entrepreneurs locaux du département de Santa Cruz que par la population de Puerto Suárez, la ville la plus concernée par ce projet.

## Aspects écologiques
Enfin le combustible qui sera utilisé sera le gaz naturel bolivien et non le bois, comme un accord antérieur devenu caduc l'avait prévu avec une société brésilienne. La très grave menace de déforestation accélérée de la région est ainsi provisoirement écartée. Un gazoduc sera construit pour amener le gaz sur le site, ce gazoduc pouvant être utilisé ultérieurement dans d'autres buts, pour le plus grand profit du pays. 